# Supercoupe de Suisse de football
La Supercoupe de Suisse de football est une ancienne compétition de football qui opposait le Champion de Suisse au vainqueur de la Coupe de Suisse.

## Histoire
La Supercoupe a lieu de 1986 à 1990.
En 1990, Grasshopper ayant réalisé le doublé, il joue la Supercoupe contre Neuchâtel Xamax, finaliste de la Coupe de Suisse.

## Finales
| Date            | Vainqueur               | Finaliste               | Résultat                | Lieu                             |
| --------------- | ----------------------- | ----------------------- | ----------------------- | -------------------------------- |
| 3 août 1986     | BSC Young Boys          | FC Sion                 | 3 - 1                   | Stade du Wankdorf, Berne         |
| 4 août 1987     | Neuchâtel Xamax FC      | BSC Young Boys          | 3 - 0                   | Stade de la Maladière, Neuchâtel |
| 19 juillet 1988 | Neuchâtel Xamax FC      | Grasshopper-Club Zurich | 2 - 2 a.p. 5 - 2 t.a.b. | Stade du Brügglifeld, Aarau      |
| 17 juin 1989    | Grasshopper-Club Zurich | FC Lucerne              | 4 - 2                   | Stade du Wankdorf, Berne         |
| 21 juillet 1990 | Neuchâtel Xamax FC      | Grasshopper-Club Zurich | 1 - 1 a.p. 4 - 3 t.a.b. | Stade du Hardturm, Zurich        |

## Bilan par club
| Club                    | Nombre de titres | Années           |
| ----------------------- | ---------------- | ---------------- |
| Neuchâtel Xamax FC      | 3                | 1987, 1988, 1990 |
| BSC Young Boys          | 1                | 1986             |
| Grasshopper-Club Zurich | 1                | 1989             |